# The Amazing Spider-Man (videogioco 1990 PC)
The Amazing Spider-Man è un videogioco di avventura dinamica e a piattaforme che prende spunto dalla serie di fumetti sull'Uomo Ragno The Amazing Spider-Man della Marvel Comics. Il gioco è stato sviluppato dalla Oxford Digital Enterprises Ltd. e pubblicato a fine 1990 per Amiga, Atari ST, Commodore 64 e MS-DOS. È stato pubblicato dalla Paragon Software Corporation in America e dalla Empire Software in Europa.
Vennero annunciate anche versioni per Amstrad CPC e ZX Spectrum, trattate nel manuale europeo del gioco, ma non sono mai state realizzate.
Lo stesso anno è uscito anche The Amazing Spider-Man per Game Boy, molto diverso e di diversi produttori.

## Trama
L'obiettivo del gioco è quello di salvare la moglie di Spider-Man, Mary Jane, che è stata rapita da Mysterio. Spider-Man deve spostarsi tra diversi ambienti dello studio cinematografico Rockwell fino a raggiungere il covo di Mysterio e liberare la moglie. Lo scenario è suddiviso in riprese e gli ambienti sono spesso ispirati a generi di film (fantascienza, orrore, western), in riferimento alla passione di Mysterio per il cinema.

## Modalità di gioco
Il gioco si svolge in uno scenario bidimensionale con visuale di lato, costituito da un labirinto di schermate statiche. Le schermate rappresentano di solito una o più stanze intricate e sono contraddistinte da un nome. Contengono di solito pareti, piattaforme, ostacoli, trappole, interruttori e avversari. Si passa da una schermata all'altra attraverso le eventuali aperture sui quattro lati.
Il protagonista può camminare sui pavimenti, sulle pareti e sui soffitti, saltare, rannicchiarsi, e sparare ragnatele sotto forma di un getto lineare in una delle otto direzioni (orizzontale, verticale, diagonale). I salti da terra non sono molto ampi, ma le ragnatele, oltre che per colpire nemici e oggetti, hanno un'importante funzione motoria: si attaccano temporaneamente a quasi tutte le superfici e funzionano come corde con rampini, per appendersi, dondolare, issarsi e saltare.
Gli avversari sono robot con le fattezze di vari personaggi cinematografici, che pattugliano percorsi ripetitivi e sono dannosi se toccati. Allo stesso modo possono essere pericolose parti dello scenario, fisse o mobili. Sparando le ragnatele si possono immobilizzare per breve tempo i robot.
Su Amiga, Atari ST e DOS, un disegno di Spider-Man sulla destra dello schermo rappresenta la salute del protagonista. Man mano che subisce danni il disegno si trasforma in uno scheletro, fino al game over. Raggiungendo alcune aree speciali si può ripristinare la salute. Su Commodore 64 il disegno è presente solo per decorazione, mentre la salute è indicata da una barra.
La principale componente rompicapo è data dagli interruttori. Si possono commutare passandoci sopra oppure sparandoci le ragnatele. Ogni interruttore ha un effetto inizialmente incognito, come spostare o attivare/disattivare una piattaforma, una porta o una trappola, azioni indispensabili per poter proseguire nell'avventura. L'effetto può anche riguardare altre schermate e non essere quindi immediatamente visibile.
Se si riesce a raggiungere le sale contenenti enormi ciak è possibile ricominciare le partite successive direttamente da una di esse, ma solo finché non si esce dal programma.
Per il Commodore 64 l'edizione europea e quella americana hanno la conformazione dello scenario un po' differente, quella europea è più fedele alle versioni per gli altri computer.

## Confezione
Alcune edizioni contenevano un poster disegnato da Todd McFarlane e una copia del primo numero del fumetto.

## Accoglienza
Il più delle volte, The Amazing Spider-Man venne giudicato bene dalla stampa di settore europea dell'epoca. Tutte le versioni apparivano molto simili, inclusa quella per Commodore 64 che riproduce fedelmente le meccaniche di quelle per gli altri computer più potenti.
Molte riviste notavano la grafica limitata da personaggi piuttosto piccoli, ma con il protagonista ben animato. In ogni caso il gioco veniva di solito apprezzato per la giocabilità e i rompicapo avvincenti, fino ad arrivare anche a un voto del 90% dato da The Games Machine (Amiga).
Sono rare invece le valutazioni insufficienti, come quella di Zzap!64 (Amiga e Commodore 64) che criticava la lentezza del protagonista e quella estremamente negativa di Amiga Joker.